# Frederic Friedel
Frederic Alois Friedel (* 1945) vystudoval filosofii a lingvistiku na univerzitě v Hamburku a na Oxfordské univerzitě. Promoval prací o teorii řečových aktů a morálním jazyce. Zahájil akademickou kariéru, ale přerušil ji a začal se věnovat žurnalistice a televizní dokumentaristice. Stal se členem Americké společnosti skeptiků.
Na začátku 80. let 20. století vytvořil dokument o počítačovém šachu a umělé inteligenci, přičemž se seznámil s řadou významných šachistů. V roce 1985 se setkal s Garrim Kasparovem a byl jeho poradcem v roce 1997, kdy Kasparov nastoupil proti počítači Deep Blue a byl poražen. Brzy spoluzaložil společnost ChessBase.
V letech 1983-2004 editoval největší časopis o počítačovém šachu na světě Computerschach & Spiele.
Udržuje styky s významnými šachisty, jako jsou Kasparov, Vladimir Kramnik, Viswanathan Anand, Péter Lékó, Veselin Topalov, Petr Svidler a mnozí další. V současnosti je editorem zpravodajského serveru ChessBase.